# Itoplectis fustiger
Itoplectis fustiger là một loài tò vò trong họ Ichneumonidae.